# Jule Kačič
Julij »Jule« Kačič, slovenski hokejist in kolesar, gostinski delavec (v družinski gostilni Kačič v Ljubljani) in zbiralec starin, * 1913, Ljubljana, † 1996, Ljubljana.
Kačič je bil sin iz družine gostincev (oče Karol, mati Frančiška, roj. Kunstler), ki so imeli Gostilno Kačič za Bežigradom v Ljubljani, na prostoru, kjer je sedaj križišče Linhartove in parkirišče nekdanje veleblagovnice Slovenijales. Bil je eden od šestih otrok. Štirje med njimi, dva fanta in mlajši dve dekleti, so se intenzivneje ukvarjali s športom. Jule je bil med slovenskimi hokejskimi pionirji. Drsati se je naučil kar na domačem gostinskem dvorišču, ki so ga pozimi polivali z vodo. Kot hokejist ljubljanske Ilirije je osvojil tri zaporedne naslov jugoslovanskega državnega prvaka v sezonah 1938/39‎, 1939/40‎ in 1940/41. Večkrat je nastopil kot reprezentant Kraljevine Jugoslavije. Ob tem je tekmoval tudi kot član kolesarske sekcije Hermesa. Kot kolesar je prav tako tekmoval njegov mlajši brat Roman. Med vojno je bil od pomladi 1942 zaprt v Italiji, kjer se je po kapitulaciji kraljevine pridružil italijanskim partizanom. 
Sin Jule ml. je telovadec, ki še kot upokojenec nastopa v veteranski vrsti sokolskih orodnih telovadcev. V zrelih letih je Kačič st. zbiral starine, posebej ure.